# Ctenocolum acapulcensis
Ctenocolum acapulcensis is een keversoort uit de familie bladkevers (Chrysomelidae). De wetenschappelijke naam van de soort werd in 1974 gepubliceerd door Kingsolver & Whitehead.